# Single-core
به پردازنده‌ای که تنها یک هسته در مدار خود دارد پردازنده تک‌هسته‌ای گویند. در هر چرخه ساعت تنها می‌تواند یکبار چرخه دستورالعمل را انجام دهد زیرا کل عملیات را فقط در یک رشته انجام می‌دهد. کامپیوترهایی که دارای یک پردازنده تک‌هسته‌ای می‌باشند معمولاً از رایانه‌هایی با پردازنده‌های چندهسته‌ای کندتر می‌باشند.
در گذشته پردازنده‌های تک‌هسته‌ای روی کامپیوترهای شخصی قرار می‌گرفت ولی با‌گذشت زمان و افزایش نیازهای کامیوترها، سرعت پایین پردازنده‌های تک هسته‌ای باعث عمل‌کرد ضعیف آن‌ها شده بود. سیستم عامل ویندوز تا قبل از انتشار ویندوز ۱۱ می‌توانست روی پردازنده‌های تک‌هسته‌ای اجرا شود اما در ویندوز ۱۱ به یک پردازنده با حداقل ۲ هسته برای اجرای ویندوز نیاز داریم.
پردازنده‌های تک‌هسته‌ای به طور کامل منسوخ نشده‌اند و هنوز در برخی موارد خاص مورد استفاده قرار می‌گیرند. به‌طور مثال در برخی از سیستم‌های قدیمی همانند ویندوز ۹۸ به گونه‌ای طراحی شده‌اند که استفاده از پردازنده‌های چند هسته‌ای در آن‌ها باعث بهبود عمل‌کرد نمی‌شود. از دیگر کاربردهای پردازنده‌های تک‌هسته‌ای می‌توان استفاده آن‌ها در رایانه‌های سرگرم کننده مثل رزپری پای و میکرو کنترلرهای یک‌مداره خاطر نشان کرد. آخرین پردازنده تک‌هسته‌ای برای کامپیوترهای رومیزی در سال ۲۰۱۳ با نام سلرون G470 تولید شد.

## توسعه
اینتل اولین پردازنده تک‌هسته‌ای با نام اینتل ۴۰۰۴ در ۱۵ نوامبر ۱۹۷۱ به بازار ارائه کرد. فرکانس اینتل ۴۰۰۴ ۷۴۰ کیلوهرتز بود که پس‌از گذشت سال‌های طولانی پیشرفت زیادی در پردازنده‌های تک‌هسته‌ای صورت پذیرفت به گونه‌ای که فرکانس سلرون G470 به ۲ گیگاهرتز رسیده بود.

### مزایا
- میزان مصرف انرژی در پردازنده تک‌هسته‌ای به نسبت پردازنده‌های چندهسته‌ای و بزرگ‌تر کمتر است.
- با مقایسه هزینه ساخت میتوان دریافت هزینه ساخت پردازنده‌های تک‌هسته‌ای بسیار پایین‌تر از پردازنده‌های چند‌هسته‌ای می‌باشد به این معنی که می‌توان از آن‌ها در سامانه‌های نهفته استفاده کرد.

### معایب
- عمل‌کرد پردازنده‌های تک‌هسته‌ای به طور معمول از عمل‌کرد پردازنده‌های چند‌هسته‌ای ضعیف‌تر است.
- عمل‌کرد ضعیف پردازنده‌های تک‌هسته‌ای سبب می‌شود تا درصورت استفاده در کنار قطعات بروز و سریع‌تر سبب ایجاد گلوگاه شده و قطعات دیگر باید منتظر بمانند تا پردازنده چرخه دستورالعمل خود را به پایان برساند.[۶]
- عدم وجود موازی‌سازی دستورالعمل‌ها (تنها یک دستورالعمل در هر لحظه اجرا می‌شود) سبب می‌شود تا دیگر قطعات دچار کمبود منابع شده و باید منتظر پردازنده بمانند.[۷]

## افزایش روند موازی‌سازی
- تک‌هسته‌ای – وجود یک پردازنده در مدار. اکثر گوشی‌های هوشمند بعد از سال ۲۰۱۲ دیگر از پردازنده تک‌هسته‌ای استفاده نمی‌کنند. اکثر ریزکنترل‌گر‌ها از پردازنده تک‌هسته‌ای در مدار خود استفاده می‌کنند گرچه استثنائاتی نیز وجود دارد.[۸]
- چند‌هسته‌ای – در مدار این سیستم‌ها چندین پردازنده (به طور مثال ۲، ۴و ۸) وجود دارد.
- بیش هسته‌ای – در مدار این سیستم‌ها تعداد زیادی پردازنده (به طور مثال ۱۰s، ۱۰۰s، ۱۰۰۰s) وجود دارد. کاربرد این پردازنده‌ها در برخی از مدار‌های مجتمع با کابرد خاص، شتاب‌دهنده سخت‌افزاری و پردازنده‌های گرافیکی می‌باشد.